# Weuspert
Weuspert ist ein Weiler in der Gemeinde Finnentrop im Kreis Olpe, Nordrhein-Westfalen im südlichen Teil des Sauerlandes mit rund 40 Einwohnern.
Der Ort liegt auf einer Höhe zwischen etwa 480 und 500 m über NN im Naturpark Sauerland-Rothaargebirge. Die Kreisstraße 29 führt durch den Ort. Auch der Wanderweg Sauerland-Höhenflug berührt den Ort. Häufig werden unter dem Namen Weuspert auch noch die in unmittelbarer Nachbarschaft liegenden Weiler Wörden, Faulebutter und Klingelborn zusammengefasst.
Weuspert, ursprünglich als Wustenbracht bezeichnet, wurde wahrscheinlich bereits im 14. Jahrhundert erwähnt. Wegen der Höhenlage war die Landwirtschaft dort kaum ertragreich. Ortsbildprägend ist die 1928 erbaute und denkmalgeschützte Hubertuskapelle. Eine Grundschule wurde in den 1970er Jahren geschlossen. Neben einem Vollerwerbslandwirt existieren noch zwei Nebenerwerbslandwirte.